# Qu'Allah bénisse la France
Qu'Allah bénisse la France je francouzský hraný film z roku 2014, který režíroval Abd Al Malik pole vlastního autobiografického románu. Snímek měl světovou premiéru na Festivalu frankofonních filmů v Angoulême dne 25. srpna 2014.

## Děj
Régis je potomek imigrantů, kterého spolu se dvěma bratry vychovává katolická matka ve čtvrti Neuhof ve Štrasburku. Mezi delikvencí, rapem a islámem objeví lásku a najde životní cestu díky své vůli uspět.

## Obsazení
| Marc Zinga              | Régis                    |
| Sabrina Ouazani         | Nawel                    |
| Larouci Didi            | Samir                    |
| Mickaël Nagenraft       | Mike                     |
| Matteo Falkone          | Pascal                   |
| Stéphane Fayette-Mikano | Bilal                    |
| Sims Francis Matula     | Sims, bratranec z Paříže |
| Karim Belkhadra         | bratranec z Échirolles   |

## Ocenění
- Lumière: nominace v kategoriích nejslibnější herec (Marc Zinga) a nejlepší filmový debut
- César: nominace v kategoriích nejlepší filmový debut (Abd Al Malik) a nejslibnější herce (Marc Zinga)